# Charles Young (Schauspieler)
Charles F. Young (* 14. Oktober 1935 in Augusta, Georgia; † 11. Dezember 2012 in Phoenix, Arizona) war ein US-amerikanischer Schauspieler.

## Leben
Charles Young wurde am 14. Oktober 1935 in Augusta als Sohn des Tänzers Frankie Manning (1914–2009) geboren. Er hatte einen Bruder und eine Schwester. Erste Tätigkeiten als Fernseh- und Filmdarsteller erhielt er 1960 in einer Episode der Fernsehserie Westinghouse Desilu Playhouse. 1965 erhielt er die Rolle des Dr. Wilson D. Blake im Film The Yesterday Machine. 1974 hatte er eine Nebenrolle im Fernsehfilm The Gun and the Pulpit inne. Ab demselben Jahr bis 1976 wirkte er in verschiedenen Rollen in der Fernsehserie Petrocelli mit. In den 1970er Jahren folgten weitere Besetzungen in den Filmen The Father Kino Story, Ein anderer Mann – eine andere Frau, Gefangen in Jackson County, The One and Only Phyllis Dixey und Hölle hinter Gittern. In den 1980er Jahren konnte er als Episodendarsteller in namhaften Fernsehserien wie Die Fälle des Harry Fox, Ein Engel auf Erden, MacGyver, L.A. Law – Staranwälte, Tricks, Prozesse, Ein Grieche erobert Chicago oder auch Zeit der Sehnsucht mitwirken. Außerdem erhielt er bis in die 1990er Jahre verschiedene Nebenrollen in Filmproduktionen. 1983 befand er sich in den Dreharbeiten zum Tierhorrorfilm Grizzly II: Revenge, der aus finanziellen Gründen erst 2020 erschien.
Young verstarb am 11. Dezember 2012 im Alter von 77 Jahren in Phoenix. Er wurde auf dem Roselawn Cemetery in Pueblo, Colorado, beigesetzt.

## Filmografie (Auswahl)
- 1960: Westinghouse Desilu Playhouse (Fernsehserie, Episode 2x13)
- 1965: The Yesterday Machine
- 1974: The Gun and the Pulpit (Fernsehfilm)
- 1974–1976: Petrocelli (Fernsehserie, 7 Episoden, verschiedene Rollen)
- 1976: The Father Kino Story
- 1977: Der Mann in den Bergen (The Life and Times of Grizzly Adams, Fernsehserie, Episode 1x07)
- 1977: Ein anderer Mann – eine andere Frau (Un autre homme, une autre chance)
- 1978: Gefangen in Jackson County (Outside Chance, Fernsehfilm)
- 1978: The One and Only Phyllis Dixey (Fernsehfilm)
- 1979: Hölle hinter Gittern (Penitentiary)
- 1981: Thirsty Workers (Fernsehserie)
- 1982: Blutige Lorbeeren (Penitentiary II)
- 1984: Cotton Club (The Cotton Club)
- 1986: Die Fälle des Harry Fox (Crazy Like a Fox, Fernsehserie, Episode 2x14)
- 1986: Hunter (Fernsehserie, Episode 2x17)
- 1986: Ein Engel auf Erden (Highway to Heaven, Fernsehserie, Episode 2x20)
- 1986: MacGyver (Fernsehserie, Episode 2x04)
- 1987: Matlock (Fernsehserie, Episode 1x17)
- 1988: Commando Silent Assassins (Silent Assassins)
- 1988: Paradise – Ein Mann, ein Colt, vier Kinder (Paradise, Guns of Paradise, Fernsehserie, Episode 1x01)
- 1988: L.A. Law – Staranwälte, Tricks, Prozesse (L.A. Law, Fernsehserie, Episode 3x05)
- 1989: TV 101 (Fernsehserie, Episode 1x05)
- 1989: Ein Grieche erobert Chicago (Perfect Strangers, Fernsehserie, Episode 4x17)
- 1989–1990: Zeit der Sehnsucht (Days of Our Lives, Fernsehserie, 3 Episoden, verschiedene Rollen)
- 1990: Freddy’s Nightmares: A Nightmare on Elm Street – Die Serie (Freddy’s Nightmares, Fernsehserie, Episode 2x15)
- 1991: Beastmaster II – Der Zeitspringer (Beastmaster 2: Through the Portal of Time)
- 1992: Malcolm X
- 1993: Alien Intruder
- 1993: Sweet Justice
- 1996: Blue Rodeo (Fernsehfilm)
- 1997: Höllenjagd nach San Francisco (Vanishing Point, Fernsehfilm)
- 1997: The Ride
- 1997: Walker, Texas Ranger (Fernsehserie, 2 Episoden)
- 2020: Grizzly II: Revenge (Grizzly II: The Predator)